# Carpiodes velifer
Carpiodes velifer är en fiskart som först beskrevs av Constantine Samuel Rafinesque 1820.  Carpiodes velifer ingår i släktet Carpiodes och familjen Catostomidae. Inga underarter finns listade.